# Derde Slag bij Petersburg
De Derde Slag bij Petersburg vond plaats op 2 april 1865 tijdens de Amerikaanse Burgeroorlog bij Petersburg, Virginia. Deze slag is ook gekend als de Doorbraak bij Petersburg of de Val van Petersburg. De Noordelijke aanval op de Zuidelijke stellingen bij Petersburg kende na tien maanden loopgravenoorlog eindelijk succes en leidde tot de val van Petersburg. Tijdens de gevechten sneuvelde A.P. Hill.

## Fort Mahone
Het Noordelijke IX Corps aangevoerd door generaal-majoor John G. Parke bezette nog altijd de loopgraven die het in juni 1864 had ingenomen. Tegenover hen lag een sterk Zuidelijk bolwerk die gedomineerd werd door Fort Mahone. Het fort had de naam gekregen van generaal-majoor William Mahone en werd bezet door de eenheden van generaal-majoor John B. Gordon. Sinds het meeste van de strijd zich ten westen van Petersburg afspeelde, zeker na de Slag bij Five Forks, was de Zuidelijke sterkte ten oosten van Petersburg zwak te noemen. Op 1 april 1865 besliste Parke om Fort Mahone te bestormen. Zowel het fort als de omliggende loopgraven werden ingenomen. Het momentum van de aanval vertraagde eens de loopgraven ingenomen werden. Gordon kon zijn eenheden hergroeperen en plande een tegenaanval. Parke kreeg het bevel van Meade om de stellingen te behouden. In de late namiddag, terwijl het Zuidelijke front desintegreerde, voerde Gordon zijn tegenaanval uit. Parke werd bijna verdreven. Net op tijd arriveerden Noordelijke versterkingen om de Zuidelijke aanval af te slaan.

## Boydton Linie
Ondertussen was generaal-majoor Horatio G. Wright bezig om zijn VI Corps in stelling te brengen om de Boydton linie aan te vallen. Deze linie werd bemand door de eenheden van luitenant-generaal A.P. Hill. Wright formeerde zijn volledig korps in een driehoeksformatie. Brigadegeneraal George W. Gettys divisie vormde de speerpunt. De divisies van Truman Seymour en Frank Wheaton volgden hem op de voet. De aanval tegen de Boydton linie was zeer goed gepland. De Vermont Brigade van brigadegeneraal Lewis A. Grant brak rond 05.00u door de Zuidelijke linies. Wright draaide zijn korps in zuidelijke richting terwijl het XXIV Corps de doorbraak verder uitbreidde. Rond 09.00u hoorden Hill en Robert E. Lee van de doorbraak. Hill reed onmiddellijk naar de Boydtonlinie. Twee soldaten van een regiment uit Pennsylvania verrasten Hill en zijn aide-de-camp. Hill eiste hun overgave. De Noordelijke soldaten openden het vuur en doden Hill. Zijn aide-de-camp kon ontsnappen en het nieuws aan Lee melden.

## De Forten Gregg en Whitworth
De opening werd verder uitgebreid door het XXIV Corps van generaal-majoor John Gibbon. Ze staken de Boydton Plank Road over en draaiden in noordelijke richting naar Petersburg. Luitenant-generaal James Longstreet bracht zo snel als mogelijk versterkingen vanuit Richmond. Om de nodige tijd te winnen, probeerde brigadegeneraal Nathaniel H. Harris de forten Gregg en Whitworth de behouden. Gibbon voerde zijn nieuw korps aan voor de eerste keer. De voorste divisie onder leiding van brigadegeneraal Robert S. Foster rukten op naar Fort Gregg. De Zuidelijke soldaten konden de aanval niet afslaan, maar de Noordelijken hadden het moeilijk om de vijand te overmeesteren. Kanonvuur van het nabijgelegen fort Whitworth werd gericht op de Noordelijken. Uiteindelijke slaagden de numeriek sterkere Noordelijken om het fort in te nemen. Daarna volgde Fort Whitworth. Op dit moment arriveerde Longstreets korps.

## De Hatcher's Run linie
Het IX Corps zat vast bij Fort Mahone. Het VI Corps had aan kracht ingeboet na de doorbraak bij de Boydton linie en het XXIV Corps was opgebruikt na de inname van de forten Gregg en Whitworth. Het enige Noordelijke korps die nog iets kon uitrichten, was het II Corps van generaal-majoor Andrew A. Humphreys. Hij stond tegenover de Zuidelijke eenheden aangevoerd door generaal-majoor Henry Heth. Heth nam stellingen in die liepen van Hatcher's Run tot de White Oak Road. Generaal-majoor Nelson A. Miles’ divisie van het II Corps werd naar de Noordelijke flank gestuurd om generaal-majoor Philip Sheridan te ondersteunen. Daar aangekomen stuurde Sheridan de infanterie terug. Indien het VI Corps kon doorbreken had Humphreys het bevel gekregen om tot de aanval over te gaan. Toen Humphreys het bevel tot de aanval ontving, had Heth zich reeds terug getrokken naar een secundaire linie. Humphreys had slechts één divisie ter beschikking om de aanval in te zetten. Ze verdreven de overgebleven Zuidelijke voorposten. Toen Miles’ divisie terugkeerde, vonden ze lege loopgraven. Humphreys wou Heth aanpakken maar kreeg het bevel van Meade om naar Petersburg op te rukken. Miles diende dan maar Heth aan te pakken. Miles viel Heth aan bij Sutherland's Station. Heth, die het bevel had overgenomen van het Third Corps, kon twee aanvallen afslaan. Miles vroeg om versterkingen. Humphreys keerde zijn eenheden om naar Sutherland Station. Ondertussen had Miles een derde aanval ingezet en brak door Heths linies. Een brigade onder leiding van brigadegeneraal John R. Cooke hield de Noordelijken op afstand terwijl de rest van de Zuidelijken zich terug trok. Het Noordelijke II Corps had de volledige ochtend van de ene plaats naar de andere gemarcheerd. Humphreys was ervan overtuigd dat indien hij zijn volledig korps tegen Heth had kunnen inzetten, het Zuidelijke korps was vernietigd.

## Gevolgen
De doorbraak bij Petersburg was het einde van het lange beleg. Lee begon onmiddellijk met zijn terugtocht in westelijke richting om aansluiting te vinden bij generaal Joseph E. Johnstons leger in North Carolina. Op 3 april 1865 viel Richmond in Noordelijke handen. Het belangrijkste doel sinds het begin van de oorlog was eindelijk bereikt. Een week later gaf generaal Robert E. Lee zich over aan luitenant-generaal Ulysses S. Grant in het gerechtsgebouw van Appomattox.